# Steppe

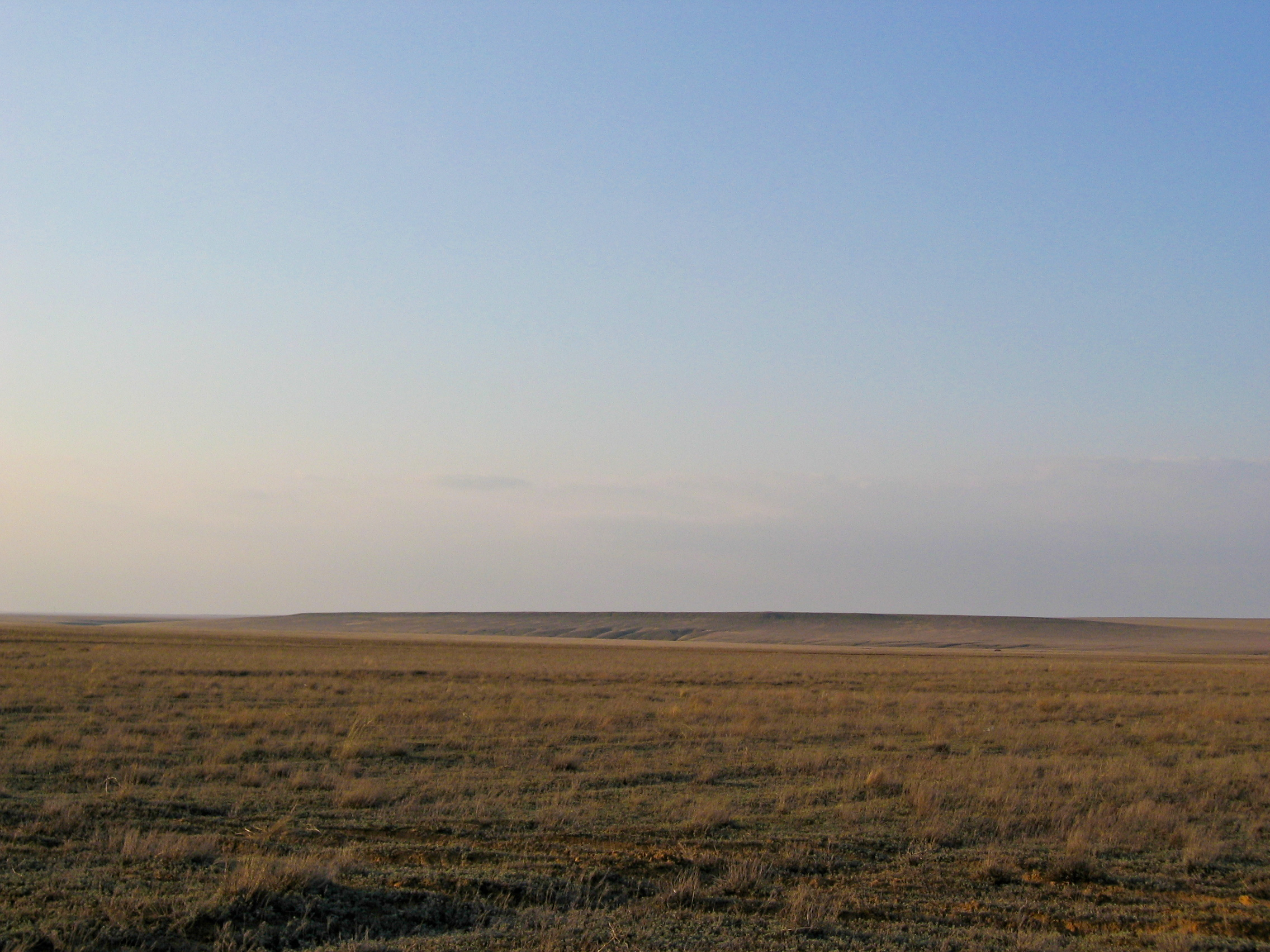
Kasachensteppe

Als Steppe (aus dem Kasachischen степ step) werden semiaride (bis semihumide), nahezu baumlose Gras- oder Buschlandschaften der trockenen gemäßigten Breiten beiderseits des Äquators bezeichnet, deren Jahresniederschlagssummen vorwiegend zwischen 250 und 500 mm liegen. Damit reicht das Wasserangebot für Bäume nicht aus, sie würden im Sommer vertrocknen.
 Fünf bis über sieben Monate herrschen monatliche Mitteltemperaturen von über 10 °C. Die Jahresmitteltemperaturen liegen zwischen 4 und 12 °C, da jedoch die Feuchteverhältnisse der bestimmende Faktor sind, kommen Steppen auch in wesentlich kälteren und wesentlich wärmeren Gebieten vor. Die Vegetationsdecke ist in der Regel geschlossen. Typische Merkmale sind kontinentales Klima mit Winterkälte und sommerlicher Trockenheit, feinerdige Böden (oft Löss) und einförmiger, niedriger Bewuchs.

## Definition
Die Steppen im engeren Sinne sind die reinen Grassteppen, die vorwiegend nur von azonalen Galeriewäldern entlang von Flüssen unterbrochen werden. Sie können nach den vorherrschenden Klimafaktoren und der Artenzusammensetzung nochmals unterteilt werden:
| Steppentyp                                 | Trockenmonate | typische Vegetation                                         |
| ------------------------------------------ | ------------- | ----------------------------------------------------------- |
| Langgrassteppe Hochgrassteppe Feuchtsteppe | 5–8           | Gräser über 50 cm bis über 2 m hoch, viele Kräuter          |
| Mischgrassteppe                            | 6–9           | ausgeprägte Schichtung von mittelhohen und kurzen Grasarten |
| Kurzgrassteppe Trockensteppe               | 7–10          | Gräser unter 50 cm bis 20 cm hoch, häufig Horste bildend    |

Ein idealtypisches Beispiel dieser Abfolge sind die Prärien Nordamerikas. Auf der Südhalbkugel sind viele Grassteppen fast ausschließlich mit horstbildenden Tussock-Gräsern bestanden.
Im weiteren Sinne werden auch baumfreie Buschlandschaften – Strauchformationen, denen Gräser beigemischt sind –, die oft zu den trockenen Subtropen überleiten, zu den Steppen gerechnet. Sie bilden je nach den dominanten Arten Strauchsteppen oder Dornsteppen und unterliegen 8–11 trockenen Monaten. Die Vegetationsbedeckung liegt hier häufig unter 100 % und ist lückenhaft, jedoch insgesamt immer noch über 50 %. Dominant sind häufig Zwergsträucher, Therophyten (kurzlebige Stauden) und Hemikryptophyten (etwa niederliegende oder kriechende krautige Pflanzen).
Die seltener genannten Wüstensteppen werden häufig bereits den Halbwüsten zugerechnet. Der Bedeckungsgrad liegt unter 50 %, der Unterschied liegt lediglich in der Dominanz der Gräser.
Sind mehr als vereinzelte Baumgruppen oder größere Waldinseln vorhanden spricht man von Waldsteppe, dem Übergangslebensraum zu Waldgebieten. Häufig bestehen die Waldinseln aus Eichen, Kiefern, Birken oder Pappeln, zwischen denen staudenreiche Wiesensteppen liegen.
Extrazonale Steppen der alpinen Höhenstufen sind die Hochlandsteppen: die Puna der Anden und anderer tropischer Gebirge sowie die subtropischen Hochgebirgssteppen (etwa im Hochland von Tibet, die an die Mammutsteppen der letzten Kaltzeit erinnern). Die floristisch und klimatisch vergleichbaren alpinen Matten der gemäßigten Hochgebirge werden hingegen nicht zu den Steppen gezählt.
Als „Kältesteppe“ wird bisweilen ein anderer Landschaftstyp bezeichnet, die Tundra.

## Waldsteppe
Am Übergang der Steppenregion zur Laubwaldzone gibt es eine als Waldsteppe bezeichnete Zone, in der die Grassteppe in Gewässernähe und auf durchlässigen Böden von Waldinseln durchsetzt ist. (Bei den in älterer Literatur manchmal als „Waldsteppe“ bezeichneten tropischen Vegetationsformen handelt es sich dagegen um Savannen.)

## Typen
Nach den Gründen ihrer Entstehung kann man Steppen folgendermaßen einteilen:
- Primärsteppe: Dieser Typ ist klimatisch bedingt und entsteht dort, wo ein trockenes Großklima mit Niederschlägen unter 250 Millimetern pro Jahr herrscht. Die Böden, auf denen sie entstehen, können durchaus tiefgründig und nährstoffreich sein und ein hervorragendes Ackerland abgeben, sofern sie künstlich bewässert werden. So werden die ehemaligen primären Steppen in der Ukraine, welche über Tschernosemen bestehen, heute oft als landwirtschaftliche Fläche genützt.
- Sekundärsteppe: Diese entstanden auf waldfähigen Standorten durch menschliche Rodung und Nutzung als Weidefläche für die Nutztiere des Menschen und daraus folgender Versteppung. Ein Beispiel sind Teilgebiete der Puszta, welche von Natur aus bewaldet wären, in einigen Regionen war die Puszta aber auch primär Waldsteppe und Steppe.
- Substratsteppen bestehen dort, wo der Boden keine hohe Vegetation zulässt:
  - Felssteppen gibt es dort, wo das Gestein bis knapp unter oder bis an die Oberfläche reicht.
  - Serpentinvegetation entsteht über ultrabasischen Gesteinen, die vermutlich durch die Aussonderung giftiger Schwermetalle das Pflanzenwachstum hemmen.
  - Schottersteppen entstehen über Schotteranlagerungen.
  - Lösssteppen bestehen über Löss, einem Sediment, das während der Kaltzeiten vom Wind verfrachtet und abgelagert wurde.
  - Sandsteppen entstehen über Sandböden.
  - Salzsteppen bilden sich über salzhaltigen Böden. Dabei kann es sich um Natriumchlorid handeln, aber auch um andere Salze wie Natriumsulfat.

Zu den Steppen der gemäßigten Zone gehören:
- die Eurasische Steppe, die sich vom Burgenland über die Puszta in Ungarn und Bărăgan in Rumänien bis in die westliche Mandschurei am Großen Hinggan-Gebirge erstreckt.
- Teile der Halbwüste Gobi
- die Prärien und Great Plains in Nordamerika
- die Pampa und Teile Patagoniens in Südamerika
- Teilgebiete des Outbacks in Australien
- die High Country auf Neuseeland
- das Veld in Südafrika

## Merkmale der Steppe
Eine Steppe ist eine offene, semiaride, baumlose Graslandschaft der gemäßigten Zone. Der Pflanzenbewuchs wird durch Wassermangel begrenzt. In Eurasien liegen die Steppen im Inneren des Kontinents in großer Entfernung von den Ozeanen, dort wo die Jahresniederschlagsmenge stark eingeschränkt ist (Kontinentalität). Die Steppengebiete in Nord- und Südamerika entstehen durch die Leelage der Gebiete. Durch die jahreszeitliche Verteilung der Niederschläge wird die Vegetationszeit oft durch Sommertrockenheit bzw. Winterkälte unterbrochen. Die Vegetationsphasen liegen nur im Frühjahr und im Herbst.
Die zonalen Böden der Steppen sind die äußerst fruchtbaren Humusakkumulationsböden mit tiefgründigem, humusreichem Oberboden. In Deutschland werden diese als Schwarzerde bezeichnet.
Wie Wissenschaftler der Universität Lund feststellten, haben die Steppen und Savannen der Erde neben den tropischen Regenwäldern eine große Bedeutung als Kohlenstoffsenken und damit für das globale Klima. Rund ein Drittel der anthropogenen Kohlendioxidemissionen werden von den Grasländern aufgenommen.

## Flora

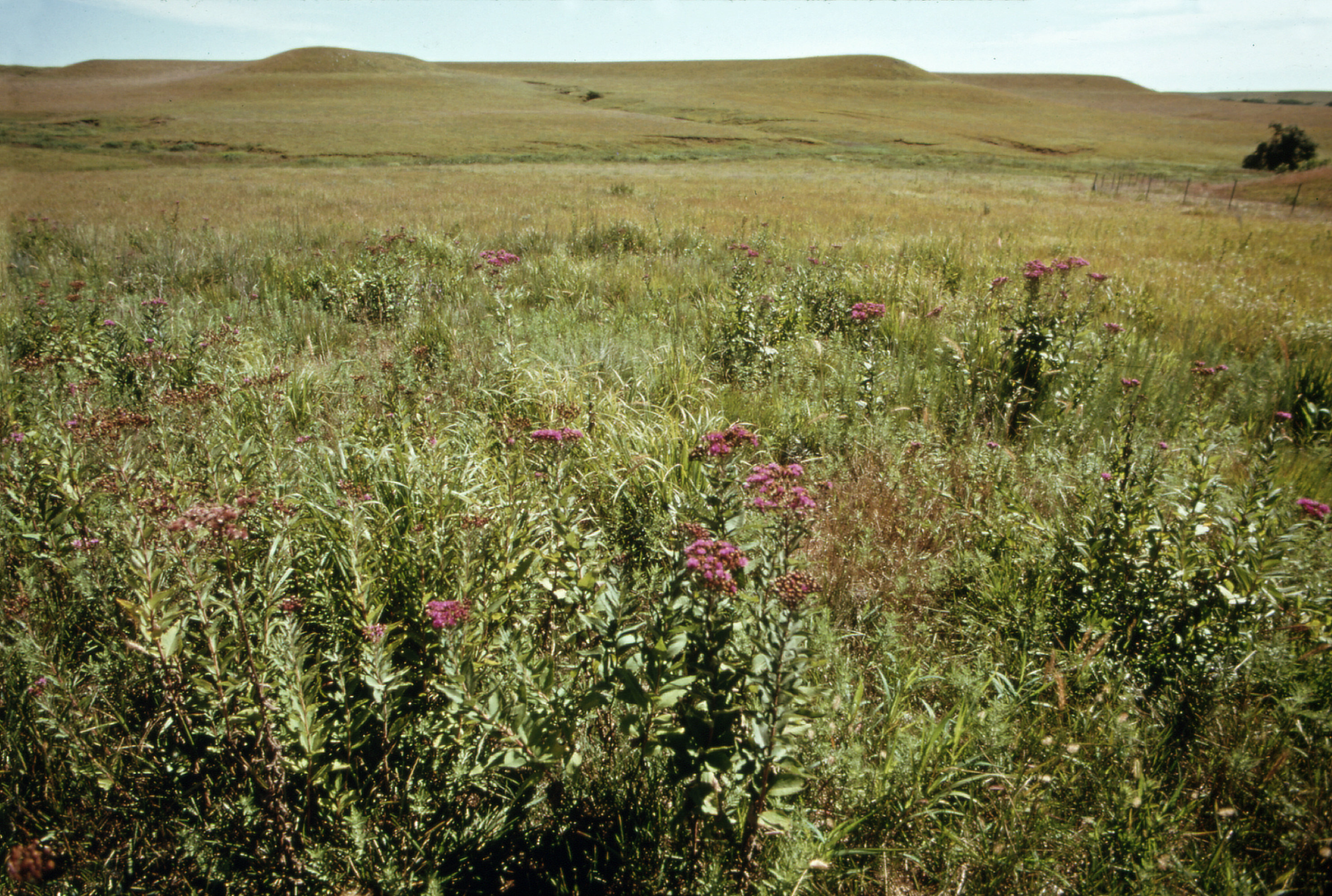
Prärie Nordamerikas

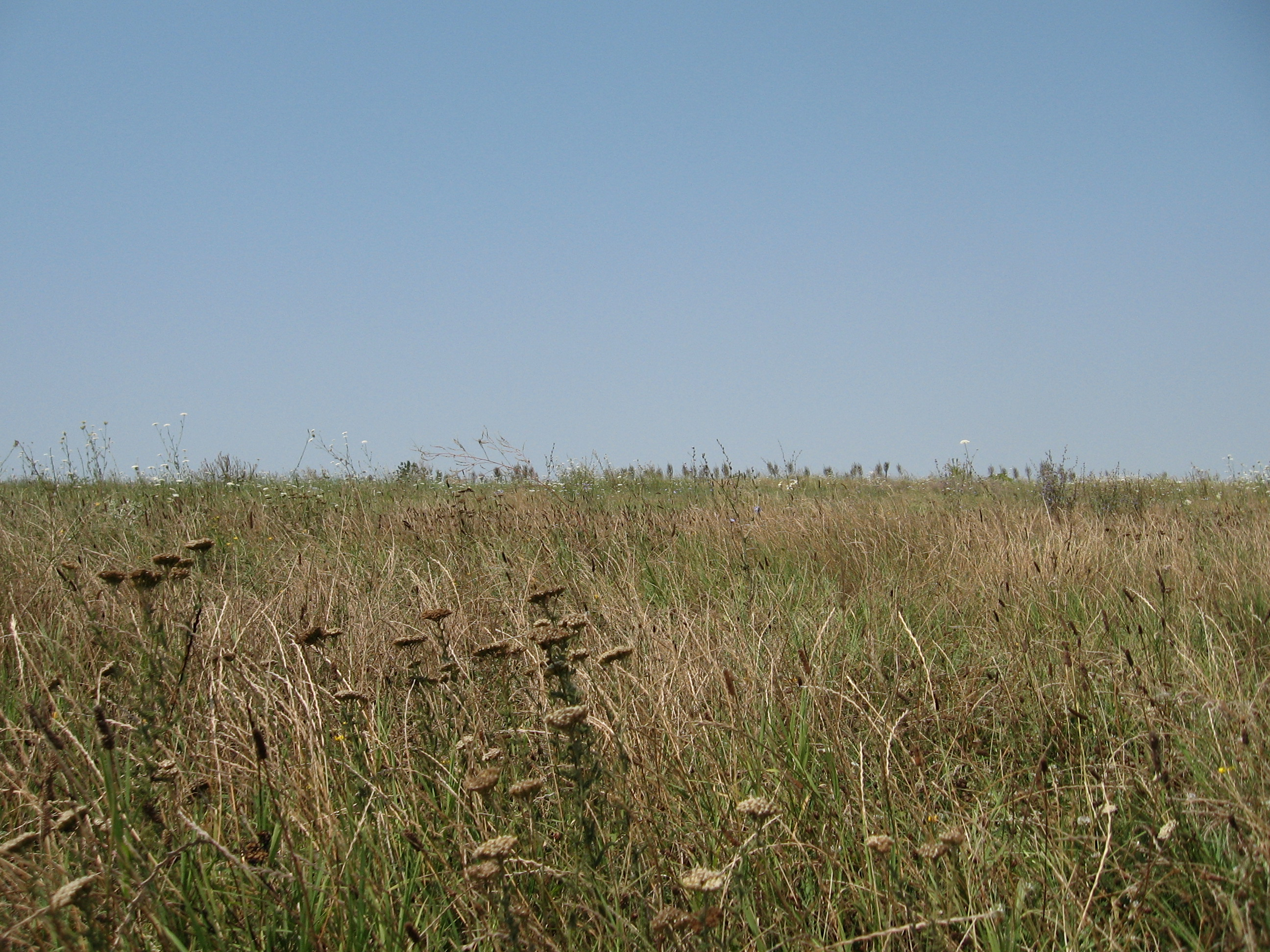
Natürliche Steppenvegetation in der Walachischen Tiefebene

Die prägenden Pflanzengesellschaften der (Gras-)Steppe bestehen aus Gräsern. Man findet daneben vor allem Moose und Flechten, aber auch niedrigere Sträucher wie die Heidekrautgewächse und vereinzelte Waldinseln in günstigen Lagen. Ursprünglich waren die meisten Getreidepflanzen Steppenbewohner.
Obwohl in der Steppe in den Sommermonaten die meisten Niederschläge fallen, steht den Pflanzen in den übrigen Jahreszeiten mehr Wasser zur Verfügung. Dies hängt damit zusammen, dass im Sommer die Verdunstung sehr groß ist. Doch das erklärt noch nicht vollständig das Ausmaß dieser Graslandschaften in Klimaten, die potentiell von Wald bestanden wären: Möglicherweise spielt dabei Feuer eine wichtige Rolle – bereits seit vorgeschichtlicher Zeit absichtlich von Menschen gelegt oder durch Blitzschlag verursacht. Dies betrifft vor allem Waldsteppen (etwa in Ungarn). Ebenso wird die Megaherbivorenhypothese als Ursache diskutiert (etwa im Übergangsbereich zwischen Wäldern und Prärien Nordamerikas durch den Einfluss der großen weidenden Bisonherden).

## Fauna
Für Steppen typische Tierarten sind z. B.
- die Saiga (eine Antilopenart), Wildesel-Arten und kleine Restbestände des Przewalski-Pferdes in Zentralasien. Das Przewalski-Pferd steht heute an Stelle des Wildpferdes, das früher ein Charaktertier der Altwelt-Steppen war,
- der Gabelbock und der Präriebison in den nordamerikanischen Plains, sowie heute auch der Mustang, der von verwilderten europäischen Hauspferden abstammt,
- die Stammform des Lamas, das Guanako (Lama guanicoe) in der „patagonischen Pampa“ Südamerikas.

Ebenfalls finden sich in allen Steppen häufig Nagetiere, die in großen unterirdischen Kolonien wohnen, z. B. die Präriehunde in Nordamerika, Steppenmurmeltiere und diverse Zieselarten in Asien, Kammrattenarten in Südamerikas Steppen und Viscacha-Chinchillas in der steppenähnlichen Pampa.

## Landwirtschaft
In der Steppe der gemäßigten Zone wird auf fruchtbaren Böden wie Phaeozemen oder Chernozemen Landwirtschaft betrieben, zumeist als Bewässerungsfeldwirtschaft. Wegen der kurzen Vegetationszeit werden überwiegend Mais und Weizen angebaut. Große Teile der Weltweizenproduktion stammen aus den Steppen Nordamerikas und Eurasiens. Je arider das Klima der Steppe wird, desto unsicherer werden die Erträge.
Wo die Wasserverhältnisse nur eine extensive Landwirtschaft zulassen, dominiert die mobile Tierhaltung. Nutztiere sind z. B. Büffel, Rind, Pferd, Schaf, Ziege, Kamel und Yak. Zudem findet sich in einigen Bereichen der eurasischen Steppe noch traditionell nomadische Viehzucht.